# 南威廉斯鎮區 (北卡羅萊納州哥倫布縣)
南威廉斯鎮區（英語：South Williams Township）是位於美國北卡羅萊納州哥倫布縣的一個鎮區。

## 地方資料
南威廉斯鎮區的面積為124.31平方千米，皆為陸地。根據2020年美國人口普查的數據，當地共有人口4571人，而人口密度為每平方千米36.77人。